# Živce

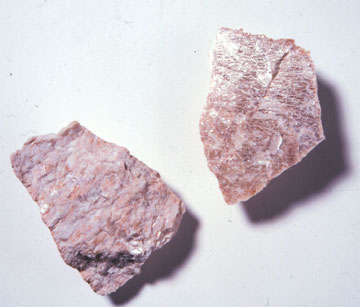
Draselný živec

Živce jsou skupinou horninotvorných minerálů z oddělení tektosilikátů. Tvoří až 60 % zemské kůry. Živce se dělí podle chemického složení na:
- sodno-draselné živce čili alkalické živce,
- sodno-vápenaté živce čili plagioklasy,
- draselno-barnaté živce.

Na minerály uvedených řad se nahlíží jako na tuhé roztoky draselného živce (K-živce, KAlSi3O8), albitu (Na-živce, NaAlSi3O8) a anortitu (Ca-živce, CaAl2Si2O8). Tuhé roztoky draselného živce a albitu jsou nazývány sodno-draselnými živci (čili alkalickými živci), roztoky mezi albitem a anortitem jsou nazývány sodno-vápenatými živci (čili plagioklasy). Draselný živec se s anortitem mísí jen omezeně, mezera mísitelnosti je v celém rozmezí teplot obvyklých v prostředí zemské kůry. Minerály z řady draselno-barnatých živců se v přírodě vyskytují poměrně vzácně.
Autorem českého a slovenského názvu živce je Jan Svatopluk Presl.

## Vznik

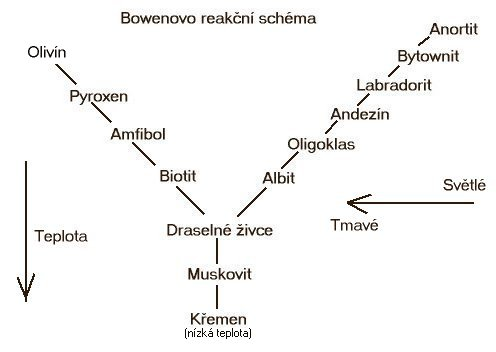
Bowenovo reakční schéma

Ternární fázový diagram živců (při 900 °C)

Živce krystalizují z magmatu a jsou součástí jak intruzivních tak extruzivních hornin, jsou přítomny v mnoha metamorfovaných horninách. Vyskytují se jako kompaktní minerály či jako nerostné žíly. Živce jsou alumosilikáty (hlinitokřemičitany), jejich strukturu tvoří tetraedry SiO4 a AlO4. Jsou dokonale štěpné ve dvou rovinách, které jsou na sebe kolmé nebo téměř kolmé. Rozpadají se na fylosilikáty.
V případě, že se v době vzniku v tavenině nachází málo SiO2, tak dochází ke vzniku foidů.

## Název
Slovo živec zavedl do češtiny a potažmo slovenštiny Presl – veden nejspíše skutečností, že živce při svém rozpadu uvolňují do půdy živiny. Anglický a ruský název (anglicky feldspar, rusky polevoj špat) je odvozen z německého Feld + Spat (polní + hlušina).

## Systematika

### Draselné živce
Draselný živec vykazuje polymorfii, takže se vyskytuje ve třech krystalických modifikacích, a to jako monoklinický sanidin, triklinický ortoklas a rozdílně triklinický mikroklin. Sanidin je stabilní při nejvyšších teplotách a mikroklin při teplotách nejnižších.
Perthit je typickou texturou sodno-draselných živců. Textura je způsobena odmíšením – rozpadem původní hmoty na dvě fáze odlišného složení – při ochlazování. Perthitové textury v alkalickém živcích mnoha žul jsou natolik hrubé, že jsou viditelné pouhým okem. Podle velikosti odmíšenin se rozlišuje makroperthit, mikroperthit a kryptoperthit.

### Plagioklasy
Chemické složení plagioklasů (= směsných pevných roztoků albit-anortit) je základem pro jejich třídění na: 
- albity (0 – 10 % anortitu),
- oligoklasy (10 – 30 % anortitu),
- andesiny (30 – 50 % anortitu),
- labradority (50 – 70 % anortitu),
- bytownity (70 – 90 % anortitu),
- anortity (90 – 100 % anortitu).

U prostředních (nekrajních) složení plagioklasů může dojít k odmíšení na dva živce odlišného složení při ochlazování, avšak difúze v plagioklasech je mnohem pomalejší než v sodno-draselném živci a odmíšená zrna jsou příliš jemná na to, aby se dala rozlišit optickým mikroskopem. Mezery mísitelnosti v plagioklasových tuhých roztocích jsou ve srovnání s mezerou mísitelnosti u sodno-draselných živců komplikovanější.
Hra barev u některých živců se složením labradoritu je způsobena velmi jemnozrnným lamelárním odmíšením.

## Využití
Živce jsou surovinou při výrobě keramiky a při výrobě glazur, používají se pro termoluminiscenční a optické datování v geologii a archeologii. Významnou úlohu hrají v klasifikaci magmatických i metamorfovaných hornin.